# Эйотт, Келли
Келли Энн Эйотт (англ. Kelly Ann Ayotte; род. 27 июня 1968, Нашуа, Нью-Гэмпшир) — американский политик. Губернатор штата Нью-Гэмпшир с 9 января 2025 года, с 2011 по 2017 год представляла штат Нью-Гэмпшир в Сенате США. Член Республиканской партии.

## Биография
Келли Энн Эйотт родилась в 1968 году в Нашуа, штате Нью-Гэмпшир. Она окончила Университет штата Пенсильвания (1990) и Школу права Университета Вилланова (1993). Эйотт работала адвокатом и прокурором в Нью-Гэмпшире, с июня 2004 по июль 2009 гг. была генеральным прокурором штата Нью-Гэмпшир.
Эйотт замужем, имеет двоих детей.

## Выдвижение в губернаторы
Выдвинулась в губернаторы Нью-Гэмпшира от республиканской партии на выборах 2024 года. Эйотт победила с результатом 53,7 % голосов.